# Syzygium congolense
Syzygium congolense är en myrtenväxtart som beskrevs av François Marie Camille Vermoesen. Syzygium congolense ingår i släktet Syzygium och familjen myrtenväxter. Inga underarter finns listade i Catalogue of Life.